# Anaconda (cómic)
Anaconda (Blanche Sitznski) es una supervillana ficticia que aparece en los cómics estadounidenses publicados por Marvel Comics. Por lo general, se la ha asociado con la Sociedad Serpiente, a menudo como enemigos del Capitán América. Sitznski recibió sus habilidades sobrehumanas de la corporación Roxxon, dándole el nombre en clave Anaconda debido a sus poderosos brazos mejorados con adamantium que usa para restringir o aplastar a sus oponentes. Su primera aparición fue como parte del Escuadrón Serpiente, donde intentaron recuperar la Corona Serpiente solo para ser frustrados por Thing, Stingray y Tritón. Más tarde se convirtió en un miembro principal del Escuadrón Serpiente de Sidewinder y siguió siendo miembro cuando se convirtieron en la Sociedad Serpiente.

## Historial de publicaciones
Anaconda fue creada por Mark Gruenwald y Ralph Macchio y apareció por primera vez en Marvel Two-in-One # 64 en junio de 1980.
El personaje recibió entradas biográficas en Official Handbook of the Marvel Universe #1 (1983), Official Handbook of the Marvel Universe Deluxe Edition #1 (1985), Gamer's Handbook of the Marvel Universe #4 (1988), Official Handbook of the Marvel Universe Master Edition #1 (1990), y Deadpool Corps: Rank and Foul #1 (2010).

## Biografía ficticia

### Origen
Blanche "Blondie" Sitznski nació en Pittsburgh, Pensilvania. Trabajó como obrera siderúrgica hasta que los ejecutivos de la Compañía Petrolera Roxxon la seleccionaron para convertirse en agente especial en operaciones encubiertas. Ella ya estaba bien adaptada a la villanía, ya que era instructora de calistenia del entrenador criminal en la Academia de Taskmaster. Fue allí donde entrenó a varias mujeres en combate cuerpo a cuerpo, sobre todo Diamondback y Snapdragon. Finalmente, fue llevada al laboratorio mutagénico de Roxxon y la división de mutagénicos de Roxxon la modificó para que tuviera varias características serpentinas permanentes. Toda su estructura esquelética estaba atada con un adamantium artificial, lo que le da la capacidad de alargar sus brazos y piernas, que utiliza para constreñir a sus enemigos. También le habían administrado branquias quirúrgicamente, lo que le permite respirar bajo el agua. Tiene pequeñas escamas en la cara, el cuello, el pecho y la espalda, y pequeñas aletas en la parte inferior de las mejillas. Aunque la característica comercial de Anaconda es su cabello rubio, en realidad es una morena natural. Anaconda le encanta escuchar melodías de programas y le gusta especialmente Thoroughly Modern Millie.

### Escuadrón Serpiente
Su primera misión como parte del segundo Escuadrón Serpiente la agrupó con otros tres villanos con temática de serpientes: Sidewinder, Mamba Negra y Death Adder. Se les dio la tarea de recuperar la Corona Serpiente para el presidente de la compañía Roxxon, Hugh Jones. Durante la misión, el grupo entró en conflicto con la Mole de Los 4 Fantásticos, Stingray y el Inhumano Tritón. Anaconda luchó con entusiasmo contra la Mole y pudo detenerlo con facilidad. Encontraron la Corona Serpiente, pero la Mole y Tritón tomaron represalias, derrotando a Anaconda, Mamba Negra y Death Adder atrapándolos bajo el agua.
Anaconda se liberó a sí misma y a sus compañeros de su cautiverio submarino usando su fuerza bruta, y fueron enviados a otra misión, esta vez, para buscar un arma poderosa conocida como Micro-Scanner. Después de luchar contra Iron Man, Anaconda y los demás fueron derrotados y presumiblemente llevados a prisión.

### Sociedad Serpiente
El trío de alguna manera escapó y buscó a Sidewinder para el pago de su primera misión juntos. Les dio su parte del dinero, y más, invitándolos a unirse a su nueva organización criminal, la Sociedad Serpiente. Anaconda aceptó vacilante la oferta. En la orientación, Sidewinder agrupó a Anaconda junto con Cobra y Rattler para realizar una prueba de iniciación. Su trabajo consistía en robar equipos de la empresa Corporación Brand en quiebra. Constrictor, molesto con la idea de la Sociedad Serpiente, espió al grupo de Anaconda y llamó a la línea directa de los Vengadores para avisarles. Capitán América apareció justo cuando Anaconda y los demás estaban haciendo su atraco, y Anaconda ordenó a Cobra y Rattler que regresaran a Sidewinder con el aparato. Durante una intensa batalla con el Vengador, Anaconda pudo envolver sus brazos alrededor del Capitán América. Ella comenzó a aplastarle los huesos, pero un golpe bien colocado de su escudo la dejó inconsciente y fue llevada a la cárcel.
Teletransportada por Sidewinder, Anaconda visitó a Constrictor y lo golpeó hasta casi morir. Anaconda también participó en la misión de asesinar a M.O.D.O.K., pero fue noqueada con una explosión de mente al principio de la pelea. Sin embargo, sus compañeros de equipo Cottonmouth y Death Adder pudieron matarlo, y Anaconda llevó su cadáver a A.I.M. por la gran suma de ganancias que les prometieron. Poco después, el mejor amigo de Anaconda, Death Adder, fue asesinado por Azote del Inframundo. Ella juró encontrar al asesino y vengar su muerte.
Cuando Viper invadió la Sociedad Serpiente, Anaconda voluntariamente cambió de bando y atacó a Diamondback cuando trajo al Capitán América y D-Man para ayudar, pero fue derrotada por los diamantes con punta de ácido de Diamondback. Más tarde, Cobra asumió el liderazgo y él y Anaconda se respetaron mutuamente, habiendo trabajado juntos en muchas misiones en el pasado. Anaconda ayudó a la Sociedad Serpiente en una misión contra los X-Men y luchó contra Coloso. Anaconda también se tomó un tiempo para ayudar a que la cita de Diamondback con el Capitán América (sin que ella lo supiera en ese momento) transcurriera sin problemas. Al enterarse de que Diamondback conocía la verdadera identidad de su enemigo jurado, el Capitán América, Anaconda se volvió contra Diamondback. Anaconda sirvió como alguacil durante su juicio donde votó culpable, y luchó contra el Capitán América después del juicio.
Anaconda finalmente se involucró románticamente con uno de los nuevos reclutas, Puff Adder. Ellos, junto con Rock Python, fueron enviados a recuperar a Diamondback, que había escapado de su sentencia de muerte. Eventualmente estrellaron su platillo Serpiente en el apartamento de Diamondback, donde ella, Mamba Negra y Asp se escondían. Las chicas fueron fácilmente eliminadas por Anaconda y sus aliados, pero su intento de secuestro fue interrumpido por una invitación a unirse al grupo de villanos de Superia, las Femizons. Diamondback, Mamba Negra y Asp aceptaron, al igual que Anaconda, a regañadientes. Mientras estaba en el barco de Superia, Anaconda causó un gran alboroto con la villana Quicksand. Ella también participó en el ataque al Capitán América y Paladín, pero huyó cuando los Femizons se disolvieron. Reapareció con la Sociedad Serpiente cuando el superhéroe encubierto, Jack Flag, intentó unirse al grupo para reemplazar a una Cobra retirada. Anaconda luchó contra Jack Flag y su compañero Espíritu Libre hasta que Force Works apareció y puso fin a la batalla.

### Six Pack
Mucho más tarde, Anaconda participó en el torneo Bloodsport con la esperanza de ganar el premio en metálico. Ella fácilmente eliminó a su primer oponente, Forearm, pero su cuello fue cortado por su segundo oponente, Puma. Su habilidad para sanar rápidamente resultó útil, ya que sobrevivió al ataque y regresó a la Sociedad Serpiente para su misión de vengarse de Diamondback una vez más. Luego se unió al nuevo equipo de espionaje de S.H.I.E.L.D., Seis Pack. Finalmente se volvió contra ellos, junto con Constrictor, Solo y Dominó, para unir fuerzas con Cable, quién estaba tratando de crear un santuario con sus nuevos poderes. Ella también estaba distorsionada en la mente de Cable, donde salvó la vida de Cable agarrándolo antes de que pudiera ser absorbido por un Virus Tecno-orgánico. Ella continuó trabajando con Seis Pack mientras cometían actos de terrorismo en Rumekistan para disminuir la reputación de Cable. Cable se vengó del Seis Pack derrotándolos a todos y devolviéndolos a los Estados Unidos.
Anaconda fue vista más tarde como uno de los supervillanos derrotados por los Nuevos Guerreros y fue atada y amordazada con una forma de fluido de telaraña de Spider-Man.

### Secret Invasion
Durante la historia de Secret Invasion, Anaconda se reincorporó a la Sociedad Serpiente. La Sociedad retuvo a varios civiles como rehenes en un complejo en el Medio Oeste de Estados Unidos, alegando que se estaban protegiendo de los Skrulls. Sin embargo, fueron derrotados fácilmente por Nova y su nuevo Cuerpo Nova.
Más tarde, varios miembros de la Sociedad Serpiente, incluidos Anaconda, Mamba Negra, Bushmaster y Cottonmouth, lucharon contra miembros de los Nuevos Vengadores en un lugar semitropical. Luego se vio a Anaconda jugando al póquer en Reno, Nevada. Fue acusada por una mujer llamada Desire de dirigir una red ilegal de peleas de animales bajo el agua. Deadpool la corrigió más tarde, afirmando que el anillo de animales era un reality show australiano y que el único crimen del que Anaconda es culpable es "ser una reina de la lejía". También luchó contra los mutantes Rockslide y Anole con la Sociedad Serpiente, bajo el contrato del Señor Negativo. La Sociedad Serpiente, mientras estaba en una misión para matar a un hombre llamado Marcus Johnson, se encontró con Taskmaster y Deadpool. Durante la escaramuza, el brazo de Anaconda fue desmembrado por la espada de Deadpool. Anaconda y sus aliados fueron luego arrestados por S.H.I.E.L.D.

### Regresando a la Sociedad Serpiente
Más recientemente, se ha visto a Anaconda trabajando con la Sociedad Serpiente en varias misiones. Una misión la tuvo luchando contra los Vengadores, aunque una vez más fue arrestada. En otra misión, Anaconda robó un banco junto con sus compañeros de equipo Asp, Cottonmouth, Bushmaster y Puff Adder. Se encontraron con la mutante Hope Summers, quien posteriormente derrotó a Anaconda con un aluvión de cabezazos. También sirvió brevemente como miembro de las Doom Maidens.
Junto a Sidewinder, Mamba Negra y el segundo Death Adder, Anaconda luchó contra Elektra después de ser contratada por el Gremio de Asesinos para matar a sus aliados Matchmaker, Cape Crow y Kento Roe.

### Soluciones Serpiente
Como parte del evento All-New, All-Different Marvel, Anaconda aparece como miembro de la Sociedad Serpiente de Viper bajo su nuevo nombre Soluciones Serpiente.
Durante la parte de "Opening Salvo" de la historia de Imperio Secreto, Anaconda estaba con Soluciones Serpiente en el momento en que el Barón Helmut Zemo los recluta para unirse al Ejército del Mal. También luchó brevemente contra los X-Men junto a sus compañeros de equipo.
Más tarde, Anaconda asistió a la fiesta de cumpleaños de su excompañera de equipo de Seis Pack, Dominó.
Durante la despedida de soltero de la Mole, Anaconda y otras mujeres miembros de la Sociedad Serpiente se escondieron en un pastel gigante y atacaron a la Mole y a sus invitados superhéroes después de haber tomado varias bebidas alcohólicas. Anaconda y los demás fueron derrotados después de una batalla y puestos bajo custodia.
Anaconda fue uno de varios supervillanos de temática animal capturados y cazados por Kraven el Cazador. Junto con el resto de la Sociedad Serpiente, Anaconda se unió a Buitre para rebelarse contra los drones controlados por humanos que se habían creado para cazar a los criminales. Cuando el grupo obtuvo su libertad, fueron emboscados y detenidos por los Vengadores.

## Poderes y habilidades
Anaconda tiene la capacidad sobrehumana de alargar sus extremidades y contraerse a sus oponentes. Sus brazos y piernas pueden alargarse aproximadamente una vez y media su longitud normal (aunque la mayoría de los artistas la muestran excediendo en gran medida esa longitud), mientras que sus músculos se llenan de sangre, dando la apariencia de extremidades masivas como serpientes. Una vez que ha entrelazado sus extremidades alrededor de un enemigo de tamaño humano, hay muy pocos seres humanos capaces de liberarse de su agarre. También se le han administrado branquias quirúrgicas, que le permiten respirar bajo el agua, y pulmones modificados para extraer oxígeno del agua. Debido a toda la bioingeniería realizada en ella, Anaconda tiene increíbles habilidades de recuperación y es capaz de curar heridas no fatales varias veces más rápido que un ser humano normal. Su fuerza aumenta más allá de los niveles humanos normales y es una excelente nadadora.
Toda su estructura esquelética está entrelazada con una sustancia a base de aleación de Adamantium, lo que aumenta su durabilidad.
Anaconda es una combatiente hábil que utiliza técnicas de lucha callejera para acomodar sus brazos alargados.

## Otras versiones

### Ultimate Marvel
Anaconda aparece en el Universo Definitivo como miembro del Escuadrón Serpiente de mujeres. Buscando al Escuadrón Serpiente en el Proyecto Pegaso, las chicas son atacadas por los Cuatro Fantásticos y se produce una batalla. Mister Fantástico puede sacar a Anaconda, y luego es detenida. Se ve significativamente diferente de su contraparte de la Tierra-616, representada como mucho más delgada y menos masculina, aunque conserva sus escamas. Más tarde reaparece, una vez más con el Escuadrón Serpiente intentando robar la Corona Serpiente del Proyecto Pegaso. Sin embargo, ella y sus compañeros son derrotados por Spider-Man, Rick Jones, Iceman y Antorcha Humana. Anaconda luego dejó el Escuadrón Serpiente y se unió a la pandilla llamada Serpent Skulls, convirtiéndose en teniente. Tenía su propia pandilla de motociclistas. Sin embargo, durante la batalla final con los All-New Ultimates, Anaconda fue derrotada por Kitty Pryde y detenida. Anaconda de alguna manera escapó del encarcelamiento y se reincorporó al Escuadrón Serpiente, buscando la corona una vez más. Ella y el Escuadrón fueron detenidos, sin embargo, por Spider-Man y los Nuevos Ultimates.

### Marvel Adventures
Anaconda aparece como miembro de la Sociedad Serpiente en el universo Marvel Adventures. Con los otros miembros, ella lucha brevemente contra Spider-Man y lo sostiene en sus manos. Sin embargo, tan pronto como Lagarto se transforma en una bestia monstruosa, Anaconda y las Serpientes se teletransportan.

### Tierra-33900
En la serie Avengers dedicada a las Fuerzas Armadas estadounidenses, Anaconda aparece como miembro de la Sociedad Serpiente. Después de que sus compañeros Viper, Anguila y Death Adder no logran capturar un paquete secreto que lleva el sargento Joe Wilton, Cobra envía a Anaconda al Aeropuerto Internacional de Atlanta para ayudarlos. Colgando de un platillo de serpientes pilotado por Cobra, Anaconda logra capturar tanto al sargento como a su paquete. Después de descubrir lo que había dentro de la bolsa, Anaconda se niega a mostrárselo a Cobra y le dice que van a dejar ir al sargento Wilton y la bolsa. También revela que su padre era un infante de marina. Iron Man y Hawkeye atacan el platillo, y Anaconda evita que Cobra explote a Hawkeye. Esto le permite a Iron Man derrotar a Cobra y posteriormente a Anaconda.

### Marvel Super Hero Adventures
En esta serie de cómics dirigida a niños pequeños, Anaconda aparece como miembro de la Sociedad Serpiente. Junto a sus compañeros de equipo, Anaconda luchó contra Ms. Marvel, Spider-Man y el nuevo recluta de la Sociedad, Garden Snake.

## En otros medios
Anaconda apareció en la serie de televisión animada The Avengers: Earth's Mightiest Heroes, con la voz de Vanessa Marshall. Esta versión es miembro de la Sociedad Serpiente. Apareció por primera vez en el episodio de la primera temporada "Ultron-5", donde luchó contra los Vengadores junto con el resto de la Sociedad Serpiente. En el episodio de la segunda temporada "Along Came a Spider...", Anaconda y la Sociedad Serpiente trabajaron para liberar a Viper y Rey Cobra de la custodia de S.H.I.E.L.D.. Tuvieron éxito en su misión, aunque se enfrentaron a Spider-Man y al Capitán América y finalmente se retiraron. En el episodio "Yellowjacket", Anaconda y la Sociedad Serpiente fueron perseguidos por el justiciero titular.